# Józefów (powiat Biłgorajski)
Józefów is een stad in het Poolse woiwodschap Lublin, gelegen in de powiat Biłgorajski. De oppervlakte bedraagt 5,28 km², het inwonertal 2455 (2005). De stad maakt deel uit van de gemeente Józefów.

## Geschiedenis

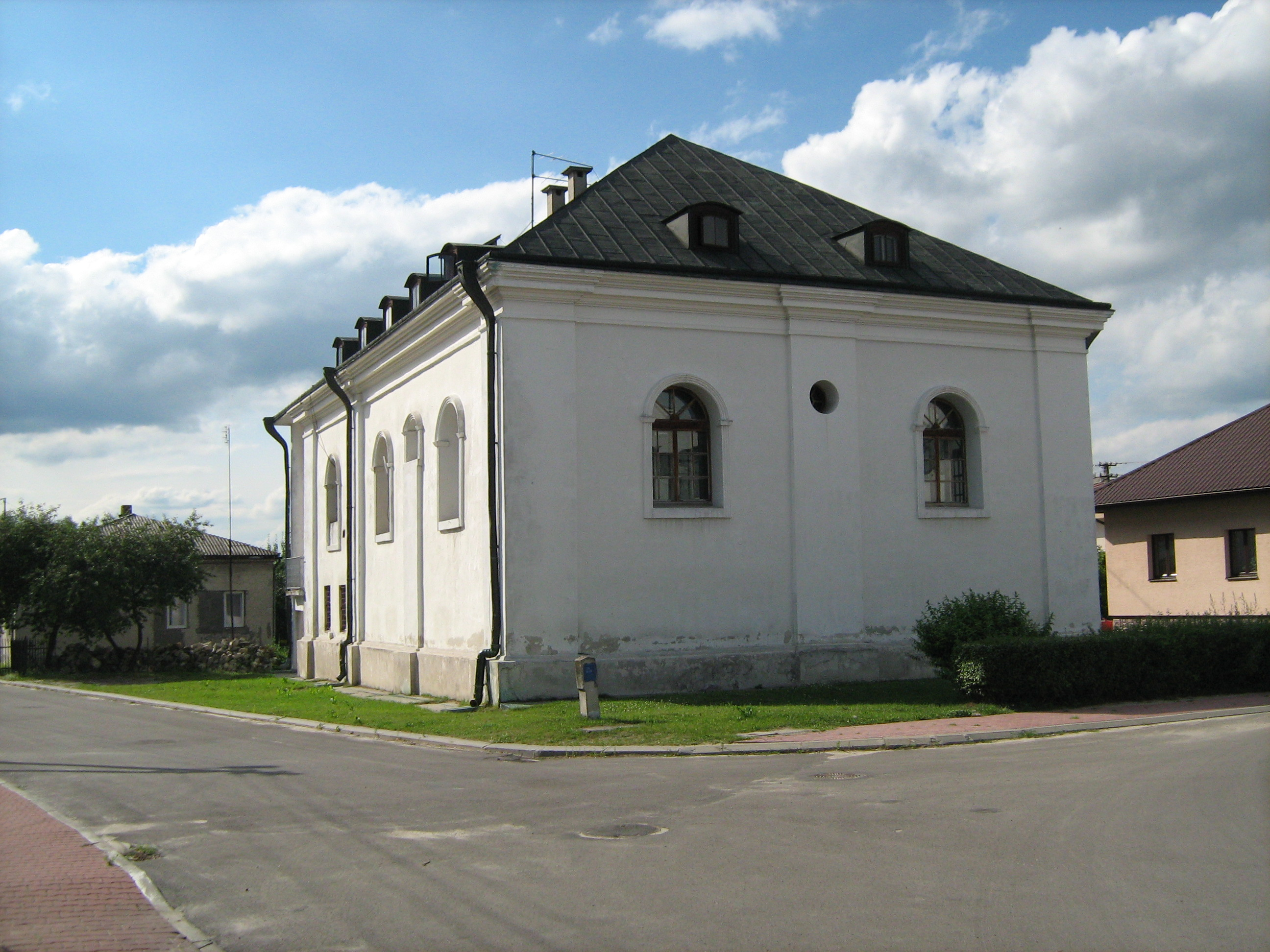
Synagoge Józefów.

### Stichting en groei
Józefów werd in 1725 op het gebied van het dorp Majdan Nepryski gesticht. De Joodse grondlegger Tomasz Józef Zamoyski gaf de stad zijn naam. Van 1726 t/m 1728 werd er gewerkt aan de bouw van een houten gemeentehuis. De stad werd opgezet volgens het Maagdeburger Recht en had dus recht op vier jaarmarkten. In 1870 verloor de stad deze stadsrechten. Van het begin af aan woonden de joden in het centrum van de stad. De katholieke Polen woonden in de buitenwijken. De joden waren veruit in de meerderheid. In 1988 herkreeg Józefów zijn stadsrechten.
Midden achttiende eeuw werd er op vijf kilometer van de stad een hamermolen gebouwd. Deze bleef tot 1862 in gebruik. In de buurt van deze molen kwam een papierfabriek. Deze werd gerund door de familie Wax. Zij maakten van Józefów het Poolse centrum van de Hebreeuwse drukkunst. Meer dan vijftig procent van de inwoners van de stad was werkzaam in de drukindustrie.
In 1772 kwam de stad bij Oostenrijk. In 1809 werd Józefów deel van het hertogdom Warschau. In 1815 werd het een Poolse stad.
In 1818 brandde het stadhuis af. De synagoge ging in 1850 in vlammen op. In 1883 werd de papierfabriek in de as gelegd.

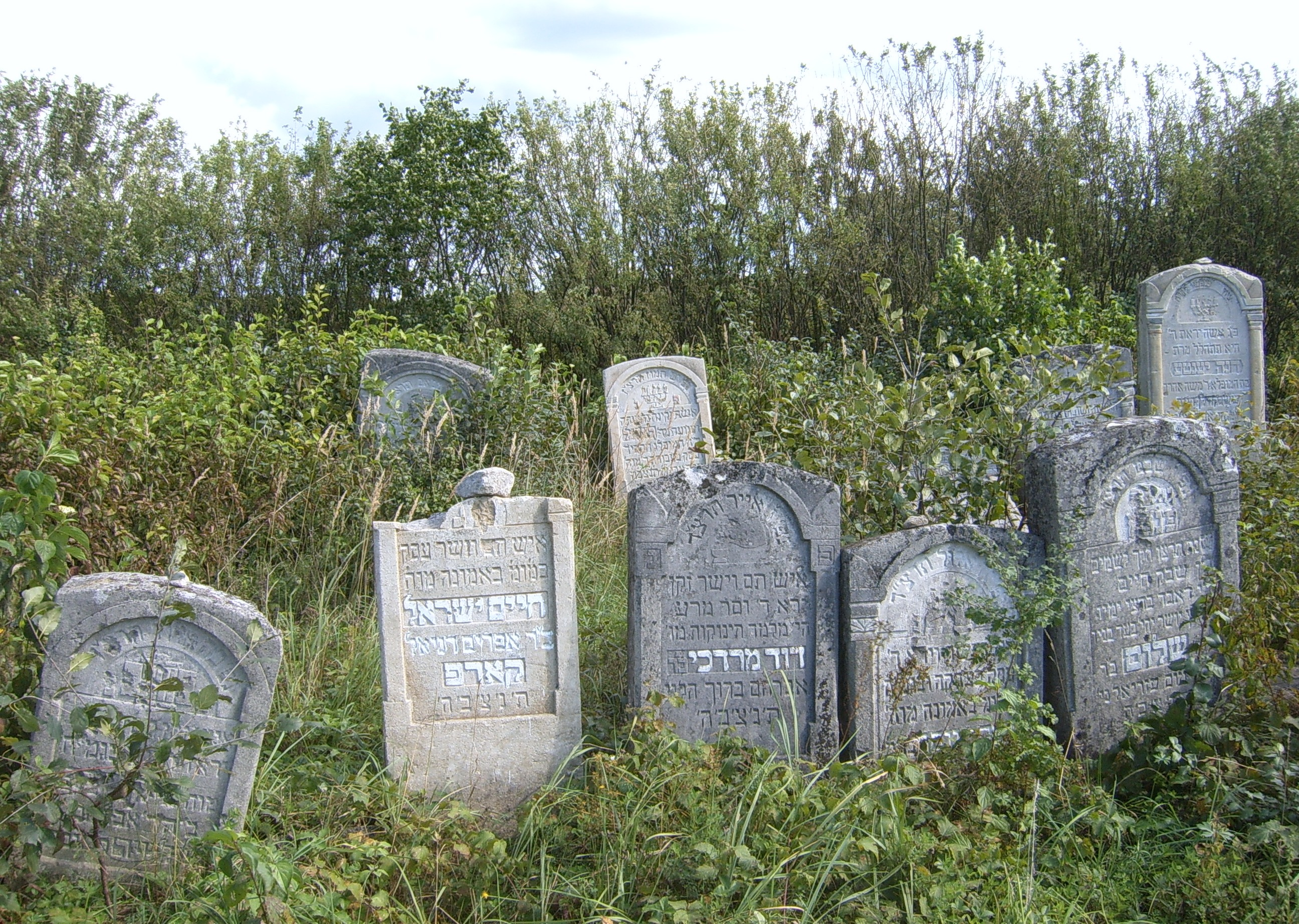
Joodse begraafplaats Józefów.

### Tweede Wereldoorlog

#### Bezetting
September 1939 bij de inval van de nazi’s van Polen werd de stad door de Duitse luchtmacht zwaar gebombardeerd. Aan het eind van die maand bezet het Rode leger Oost Polen en dus ook Józefów. Tientallen joden zijn bij het vertrek van het Rode leger met de Russen mee getrokken. De armen bleven achter. Op 18 maart 1941 werden honderden joden uit Konin door de nazi’s naar Józefów gedreven. Dit zorgt voor overbevolking en maakt van de stad tot een getto. In de stad breekt vervolgens tyfus uit. De rantsoenen zijn mager. De stad heeft geen dokter of ziekenhuis.

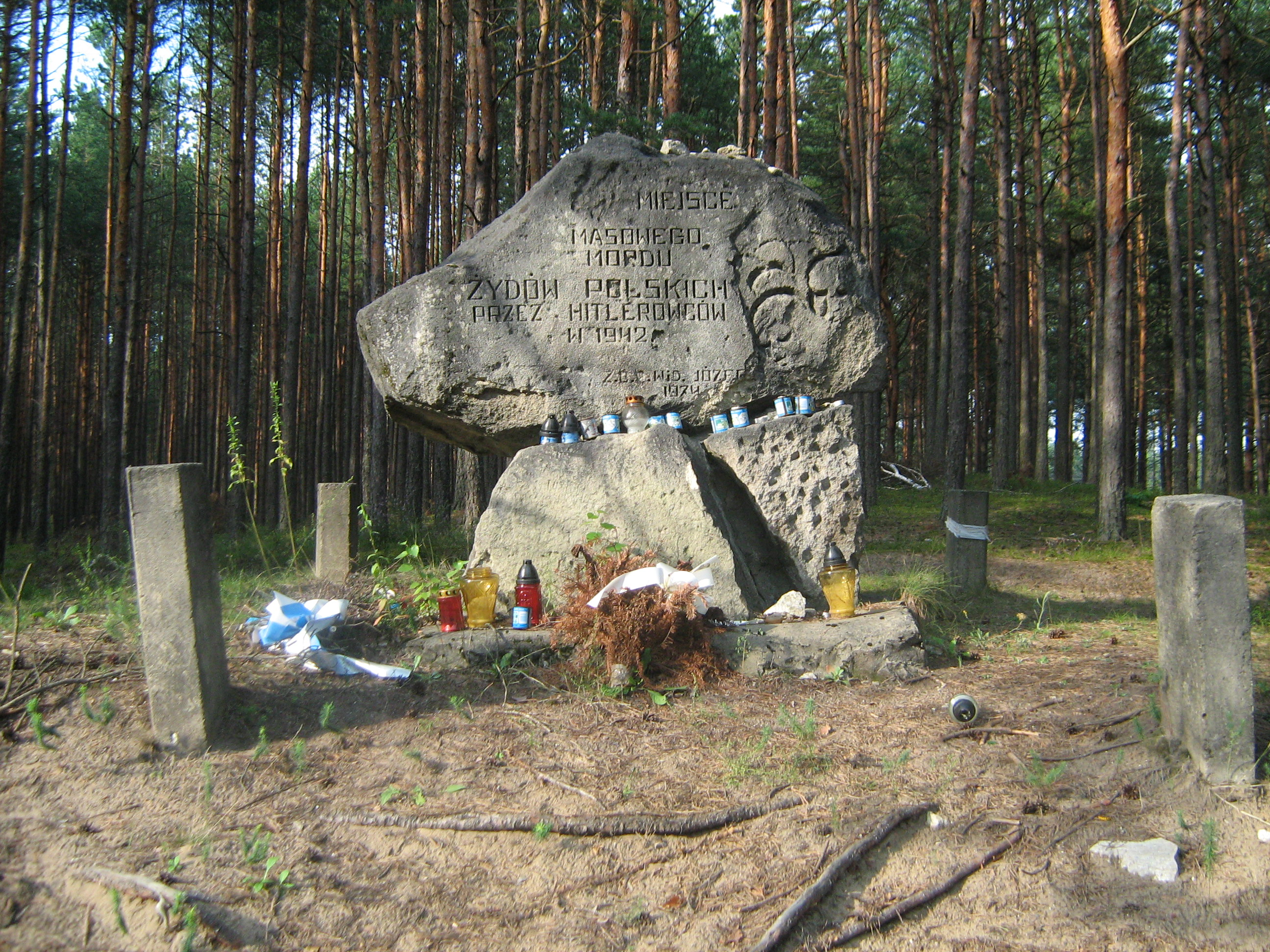
Monument in Józefów (sinds 1974) ter herinnering aan de slachting van de Joodse inwoners door de nazi's in 1942.

#### Moorden
Op 1 mei 1942 neemt de Gestapo twintig joden gevangen. Zij denken dat deze personen tot verzetsgroepen behoren. Op 11 mei 1942 vermoorden drie nazi’s zonder aanleiding honderddertig joden in Józefów.

#### Massamoord
Op 13 juli 1942 woonden er 1.800 Joden in het door de nazi's bezette Józefów. Op die dag kwamen de 494 mannen van de SD reservepolitie eenheid 101 onder leiding van majoor Trapp vanuit Biłgoraj naar het dorp. Zij vermoordden in het kader van aktion Reinhard in 16 uur tijd 1.500 Joodse mensen met een nekschot. Slechts twaalf leden van de eenheid namen niet aan de slachting deel. Op een paar onderduikers na werden de overlevenden, de sterke mannen, naar een werkkamp in de buurt gebracht. De zieken werden in hun bed doodgeschoten. De slachtoffers werden op het marktplein verzameld, met vrachtwagens naar buiten het dorp vervoerd en daarna in de bossen bij Winiarczykowa Góra doodgeschoten. De 1.500 lichamen zijn die dag niet begraven. Ze werden in de bossen achtergelaten.

#### Heden
Ten zuiden van het dorp ligt tegen een heuvel op de uit de 18de eeuw stammende Joodse begraafplaats. In de vroegere synagoge is nu (2011) de bibliotheek gevestigd. Er zijn diverse monumenten rond het dorp die aan de nazitijd herinneren.

## Verkeer

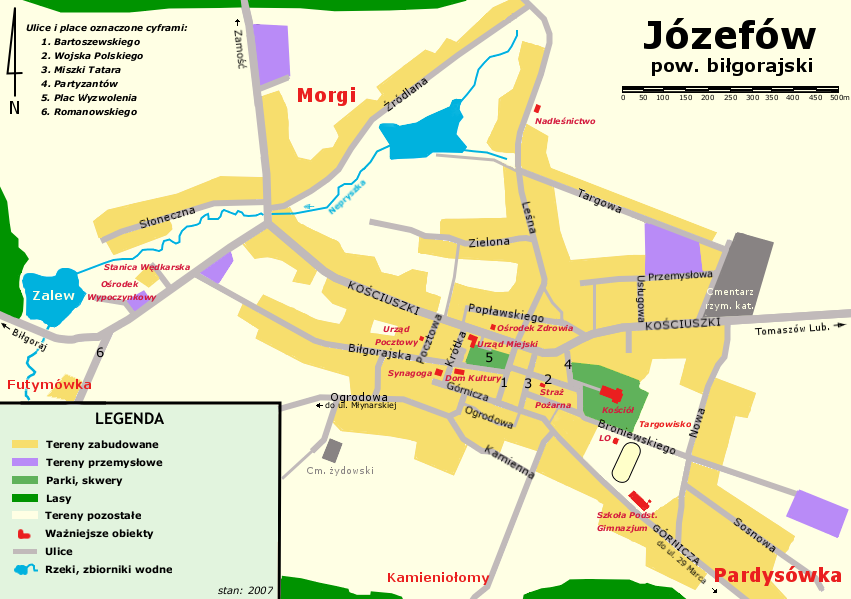
Plattegrond van Józefów.

In Józefów kruist de provincialeweg 853 (droga wojewódzka 853) met de 849. De 853 komt uit het oosten van de nationaleweg 17 (droga krajowa 17), de E-372. In het westen komt zij van de provincialeweg 835. De 849 komt vanuit het zuiden van de provincialeweg 863 en vanuit het noorden van de nationaleweg 74. Totaal is er in de gemeente 105,3 km openbare weg, waarvan 34,9 km onder het beheer van de gemeente valt.
Ten noorden van de stad is het treinstation Józefów Roztoczański en ten oosten is het station Długi Kąt.
De dichtstbijzijnde internationale luchthaven is Rzeszów-Jasionka ongeveer 90 km ten zuidwesten van de stad.

## Bezienswaardigheden

### Gebouwen
- De 19e-eeuwse Katholieke kerk.
- De Synagoge
- Het Joodse kerkhof.
- De monumenten ter herdenking van 1863 en 1939 tm 1944

## Inwonertal
Józefów telde in 1921 1.344 en in 1939 bijna 3.000 inwoners. De meerderheid van deze inwoners waren joden. Het inwonertal kromp in de Tweede Wereldoorlog sterk. In 1951 waren er nog 953 inwoners. In 1973 werden er 1.400 inwoners geteld en in 1989 was het inwonertal terug op 3.000. Op 30 juni 2010 had de stad 2.389 inwoners.